# Liste des maires de Bonneuil-sur-Marne
La liste des maires de Bonneuil-sur-Marne présente la liste des maires de la commune française de Bonneuil-sur-Marne, située dans le département du Val-de-Marne en région Île-de-France.

## Liste des maires

### Entre 1790 et 1944
| Période                                  | Période          | Identité                                                        | Étiquette   | Qualité |
| ---------------------------------------- | ---------------- | --------------------------------------------------------------- | ----------- | --- |
| 1790                                     | 1791             | Charles Beauvais                                                |             | |
| Les données manquantes sont à compléter. |                  |                                                                 |             | |
| 1800                                     | 1803             | Louis Charles Tavernier                                         |             | |
| 1803                                     | 1814             | Nicolas Coindre (1759-1822)                                     |             | Agent de change, propriétaire |
| 1814                                     | 1821             | Louis François Félix Musnier de la Converserie (de) (1766-1837) |             | Général de division |
| 1822                                     | 1841             | Charles François Personne dit Personne-Desbrières (1763-1841)   |             | Avocat et agent de change |
| 1841                                     | 1870             | Victor-Désiré Dautier (1811-1904)                               |             | Fermier |
| 1870                                     | 1880             | Alfred Gillet (1822-1880)                                       |             | Propriétaire |
| 1880                                     | 1887             | Louis-Dominique Michel (1832-1896)                              |             | Marchand de fourrage |
| 1880                                     | 1906 (démission) | Conrad-Auguste Gross (1835-1909)                                | Républicain | Conseiller général (1900-1908) |
| 1906                                     | 1912             | Louis Etienne, dit Amédée Lemoine (1844-1925)                   |             | Propriétaire |
| 1912                                     | 1919             | Edmond Xavier Gille (1857-1936)                                 |             | Chapelier à Paris |
| 1919                                     | 1925             | Hippolyte Cassien Bernard                                       |             | Contrôleur au Crédit Lyonnais |
| 1925                                     | 1935             | Annet Antoine Perrier (1856-1935)                               |             | Industriel |
| 1935                                     | 1939             | Henri Arlès (1898-1995)                                         | PCF         | Ouvrier puis artisan souffleur de verre Suspendu par le Gouvernement Daladier à la suite de la signature du Pacte germano-soviétique. |
| octobre 1939                             | mai 1941         | Denis Mura                                                      |             | Président de la délégation spéciale nommée par le Gouvernement Daladier                                                               |
| mai 1941                                 | 1942             | Edmond Louis Désiré Vandersteen                                 |             | Nommé maire par le Gouvernement de Vichy                                                                                              |
| 1943                                     | 1944             | Paul Barthélemy Michault                                        |             | Nommé maire par le Gouvernement de Vichy                                                                                              |

### Depuis 1944
Depuis la Libération de la France, quatre maires se sont succédé à la tête de la commune.
| Période          | Période                       | Identité                    | Étiquette | Qualité |
| ---------------- | ----------------------------- | --------------------------- | --------- | --- |
| 9 septembre 1944 | 26 mars 1971                  | Henri Arlès, (1898-1995)    | PCF       | Ouvrier puis artisan souffleur de verre Maire de 1935 à 1939, suspendu par le gouvernement Daladier à la suite de la signature du Pacte germano-soviétique.       |
| 26 mars 1971     | 9 janvier 2004                | Bernard Ywanne, (1924-2019) | PCF       | Instituteur, maire honoraire Premier adjoint (1965 → 1971) Conseiller général de Bonneuil-sur-Marne (1979 → 1998) Chevalier de la Légion d'honneur Démissionnaire |
| 9 janvier 2004   | 24 janvier 2021,              | Patrick Douet,              | PCF       | Agent de la Poste, maire honoraire Adjoint au maire (2001 → 2004) Conseiller général de Bonneuil-sur-Marne (2011 → 2015) Démissionnaire pour raisons de santé     |
| 24 janvier 2021  | En cours (au 24 janvier 2021) | Denis Öztorun               | PCF       | Cadre administratif et commercial d'entreprise Premier adjoint (? → 2021) Vice-président de l'EPT Grand Paris Sud Est Avenir                                      |

## Pour approfondir